# تپه یونی قجل
تپه یونی قجل مربوط به دوران پارینه‌سنگی تا میان سنگی است و در شهرستان بیله‌سوار، بخش قشلاق دشت، دهستان قشلاق شرقی، روستای خور خور واقع شده و این اثر در تاریخ ۱۲ شهریور ۱۳۸۶ با شمارهٔ ثبت ۱۹۳۷۳ به‌عنوان یکی از آثار ملی ایران به ثبت رسیده است.